# Nogent-sur-Oise
Nogent-sur-Oise település Franciaországban, Oise megyében. Lakosainak száma 21 859 fő (2022. január 1.). Nogent-sur-Oise Monchy-Saint-Éloi, Creil, Laigneville, Montataire, Saint-Vaast-lès-Mello, Verneuil-en-Halatte és Villers-Saint-Paul községekkel határos.

## Népesség
A település népességének változása:
| Lakosok száma | 18 753 | 19 414 | 19 948 | 20 033 | 20 298 | 20 780 | 21 589 | 21 382 | 21 859 |
|               | 2013   | 2015   | 2016   | 2017   | 2018   | 2019   | 2020   | 2021   | 2022   |